# 志村士郎
志村 士郎（しむら しろう、1919年7月23日 - 2001年5月29日）は、日本の国文学者。
東京生まれ。1947年東京文理科大学国文科卒。昭和女子大学短期大学部教授、秋草学園短期大学教授。鎌倉時代前期の文芸が専門。
2001年5月29日、心不全のため死去。

## 著書
- 東京文学百景 有峰書店 1972
- 金槐和歌集とその周辺 東国文芸成立の基盤 桜楓社 1980.6
- 東国文学圏の研究 桜楓社 1986.5
- 源実朝 悲境に生きる 新典社 1990.12 (日本の作家)
- 万葉集東歌の抒情 東国文学の源泉 新典社 1993.7 (新典社研究叢書)
- 古都残影鎌倉 その歴史と風土を追って 有峰書店新社 1995.7
- 実朝・仙覚 鎌倉歌壇の研究 新典社 1999.9 (新典社研究叢書)

## 共編著
- 国文学の栞 西下経一共編 寧楽書房 1957
- 近代詩を楽しむために 編註 丘書房 1986.5
- 知っておきたい「就職」の心得 / 大矢富八共著 同信社 1986.9
- 平安朝散文学歌枕地名索引 志村敏子共著 丘書房 1990.6
- 中古中世散文学歌枕地名索引  新典社 1996.12 (新典社索引叢書)

## 参考
- 著書の紹介文